# Bembradium roseum
Bembradium roseum är en fiskart som beskrevs av Gilbert, 1905. Bembradium roseum ingår i släktet Bembradium och familjen Bembridae. Inga underarter finns listade.

## Bildgalleri

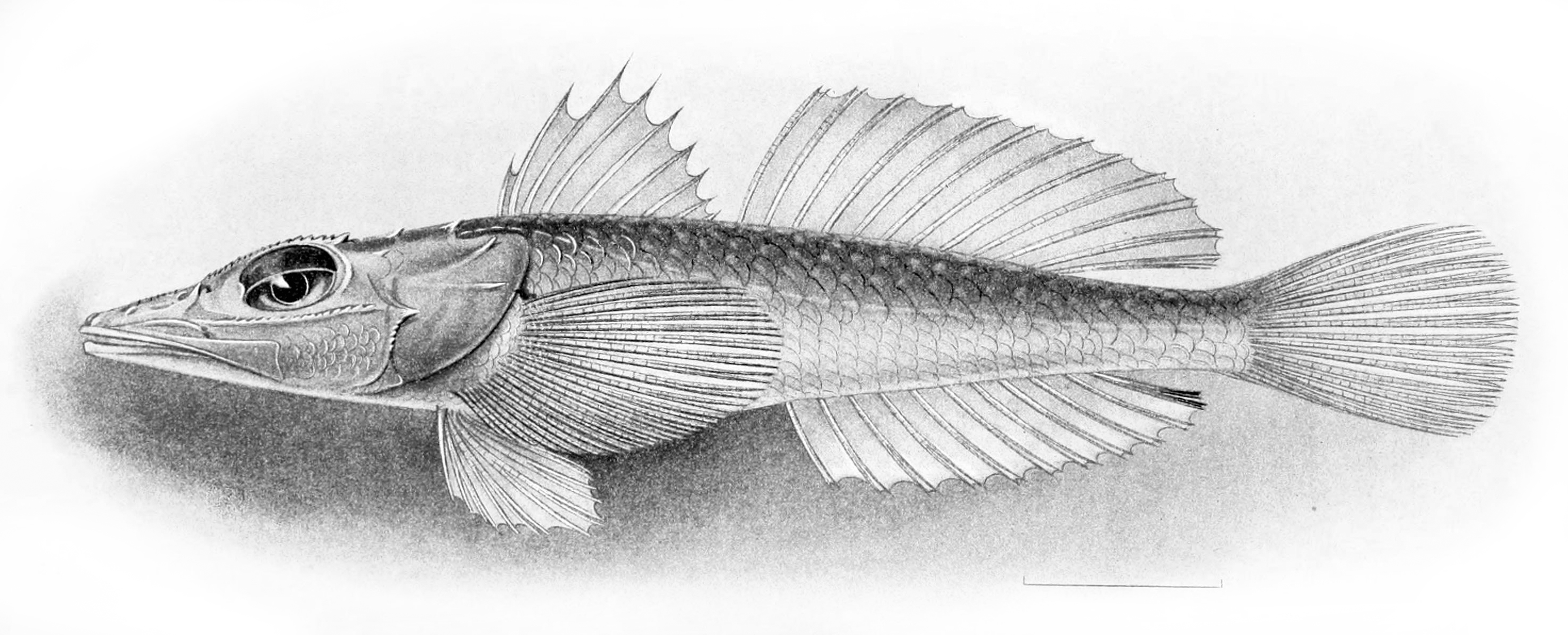